# Pseudoyersinia
Pseudoyersinia (лат.) — род богомолов из семейства Amelidae. Насчитывает 14 видов мелких богомолов, распространенных в западной части Средиземноморья и на Канарских островах. Похожи на богомолов рода Ameles, но крылья укорочены у имаго обоих полов. Обитающие на поверхности почвы, часто эндемичные редкие насекомые.

## Описание
Мелкие богомолы со стройным телом. Глаза круглые, конические, выступают. Антенны тонкие, нитевидные, у самцов немного реснитчатые. Переднегрудь короткие. На передних бедрах 4 дискоидальных и 4 внешних шипа. Задние ноги самцов покрыты короткими волосками. Первый членик лапки задних конечностей короче других члеников вместе взятых. Крылья укорочены у обоих полов, задние крылья прозрачные с большим темным черно-фиолетовым пятном. Надкрылья самцов прозрачные, самок — непрозрачные. Брюшко стройное.

## Виды
Род включает 14 видов:
- Pseudoyersinia andreae Galvagni, 1976
- Pseudoyersinia betancuriae Wiemers, 1993
- Pseudoyersinia brevipennis (Yersin, 1860)
- Pseudoyersinia canariensis Chopard, 1942
- Pseudoyersinia inaspectata  Lombardo, 1986
- Pseudoyersinia kabilica  Lombardo, 1986
- Pseudoyersinia lagrecai Lombardo, 1984
- Pseudoyersinia maroccana Battiston et al., 2018
- Pseudoyersinia occidentalis Bolivar, 1914
- Pseudoyersinia paui (Bolivar, 1898)
- Pseudoyersinia pilipes Chopard, 1954
- Pseudoyersinia salvinae  Lombardo, 1986
- Pseudoyersinia subaptera Chopard, 1942
- Pseudoyersinia teydeana Chopard, 1942